# FarEasTone
FarEasTone Telecom (遠傳電信S, yuǎnchuán DiànxìnP, yuan3-chuan2 Tien4-hsin4W) è società di telecomunicazioni a Taiwan. Ha sede nel distretto Neihu a Taipei.